# Rotaria
Rotaria (łac. Diocesis Rotariensis) – stolica historycznej diecezji w Cesarstwie rzymskim w prowincji Numidia zlikwidowana w VII w. podczas ekspansji islamskiej, współcześnie w północnej Algierii. Obecnie katolickie biskupstwo tytularne.

## Biskupi tytularni
| Lp. | Biskup                     | Funkcja                                 | Od               | Do                   |
| --- | -------------------------- | --------------------------------------- | ---------------- | -------------------- |
| 1   | Pavol Brezanóczy           | administrator apostolski Eger (Węgry)   | 15 września 1964 | 10 stycznia 1969     |
| 2   | Percival Caza              | emerytowany biskup Valleyfield (Kanada) | 18 marca 1969    | 26 listopada 1970    |
| 3   | Vincent Madeley Harris     | biskup koadiutor Austin (USA)           | 27 kwietnia 1971 | 15 listopada 1971    |
| 4   | Reinhard Lettmann          | biskup pomocniczy Münsteru (Niemcy)     | 18 stycznia 1973 | 11 stycznia 1980     |
| 5   | Martino Scarafile          | biskup pomocniczy Conversano (Włochy)   | 20 grudnia 1980  | 31 października 1985 |
| 6   | Agustín Otero Largacha     | biskup pomocniczy Bogoty (Kolumbia)     | 3 maja 1986      | 9 maja 2004          |
| 7   | Gonzalo de Villa y Vásquez | biskup pomocniczy Gwatemali             | 9 lipca 2004     | 28 lipca 2007        |
| 8   | Ivan Šaško                 | biskup pomocniczy Zagrzebia (Chorwacja) | 11 lutego 2008   |                      |